# 1999-es US Open (tenisz)
Az 1999-es US Open volt az év negyedik Grand Slam-tornája, a US Open 119. kiadása volt. New Yorkban, rendezték meg augusztus 30. és szeptember 12. között.
A férfiaknál Andre Agassi lett a bajnok, miután a döntőben legyőzte honfitársát, a szintén amerikai Todd Martint. A nőknél két szettes mérkőzésen dőlt el a bajnokság, melyen végül Serena Williams első Grand-Slam-győzelmét szerezte meg.

## Döntők

### Férfi egyes
Andre Agassi -   Todd Martin, 6-4, 6-7(5), 6-7(2), 6-3, 6-2

### Női egyes
Serena Williams -  Martina Hingis, 6-3, 7-6(4)

### Férfi páros
Sebastien Lareau /  Alex O'Brien -  Mahes Bhúpati /  Lijendar Pedzs, 7-6(7), 6-4

### Női páros
Serena Williams /  Venus Williams -  Chanda Rubin /  Sandrine Testud, 4-6, 6-1, 6-4

### Vegyes páros
Szugijama Ai /  Mahes Bhúpati -  Kimberly Po /  Donald Johnson, 6-4, 6-4

## Juniorok

### Fiú egyéni
Jarkko Nieminen defeated  Kristian Pless 6–7, 6–3, 6–4

### Lány egyéni
Lina Krasznoruckaja defeated  Nagyja Petrova 6–3, 6–2

### Fiú páros
Julien Benneteau /  Nicolas Mahut defeated  Tres Davis /  Alberto Francis 6–4, 3–6, 6–1

### Lány páros
Dája Bedáňová /  Iroda To’laganova defeated  Galina Fokina /  Lina Krasznoruckaja 6–3, 6–4